# JOWST
Joakim With Steen, conocido artísticamente como JOWST (pronunciado [d͡ʒaʊst]; Trondheim, 26 de junio de 1989), es un compositor de canciones y productor musical noruego. El 11 de marzo de 2017, junto al cantante Aleksander Walmann, se convirtió en ganador de la selección nacional Melodi Grand Prix; ambos representaron a Noruega en el Festival de la Canción de Eurovisión 2017 con su canción titulada «Grab the Moment». quedando décimos.